# Les Saisons de Roger Vailland
 (août 2025).
Motif : Absence de sources depuis 2014
- Archive Wikiwix
- Bing
- Cairn
- DuckDuckGo
- E. Universalis
- Gallica
- Google
- G. Books
- G. News
- G. Scholar
- Persée
- Qwant
- (zh) Baidu
- (ru) Yandex
- (wd) trouver des œuvres sur Wikidata

| 1. | Préciser le motif de la pose du bandeau. | Précisez le motif de la pose du bandeau en utilisant la syntaxe suivante : {{admissibilité à vérifier\|date=août 2025\|motif=remplacez ce texte par le motif}}                                     |
| 2. | Informer les utilisateurs concernés.     | Pensez à avertir le créateur de l'article, par exemple, en insérant le code ci-dessous sur sa page de discussion : {{subst:avertissement admissibilité à vérifier\|Les Saisons de Roger Vailland}} |

 (avril 2014).
Les Saisons de Roger Vailland est un essai biographique du journaliste et écrivain François Bott publié en 1969 qui a pour sujet la personnalité et le parcours de l'écrivain Roger Vailland.

## Présentation
Voici comment l'auteur François Bott présente l'une des saisons de Roger Vailland, au temps de la Résistance : « Vailland découvre, à la fin 1942, un nouveau dimanche de la vie : la Résistance. Une saison, comme la boxe ou… l’opium. En vérité, écrira-t-il, "la vie ne m’apparaît digne d’être vécue que dans la mesure où je parviendrais à la constituer en une succession de saisons si bien enchaînées qu’il ne resterait pas la moindre place pour la vie quotidienne" ».